# Instituto Nacional de Linguística
O Instituto Nacional de Linguística (em tétum:  Institutu Nasionál Linguístika nian; INL) é a instituição timorense oficialmente responsável pelo estudo e desenvolvimento da língua tétum e das restantes línguas regionais faladas no país. Tem como diretor Benjamim de Araújo e Côrte-Real, ex-reitor da Universidade Nacional Timor Lorosa'e.
Foi criado em 2001 como iniciativa do governo de Timor-Leste e da comunidade internacional.
O INL está ligado à Faculdade de Educação, Artes e Humanidades, sendo um instituição orgânica da Universidade Nacional Timor Lorosa'e, e tem a sua sede no edifício Liceu Dr. Francisco Machado.
Através do decreto n.º 1 de 14 de abril de 2004 do governo de Timor-Leste, o INL foi incumbido de ser o "guardião científico do tétum oficial, (...) baseado no tétum-praça". Esta mesma legislação estabeleceu como padrão ortográfico o tétum oficial desenvolvido pelo INL.